# スバル町
スバル町（スバルちょう）は、群馬県太田市の地名（町丁）。日本の重工業メーカー・SUBARUの群馬製作所本工場が立地する。居住者はなし。

## 地理
太田市の中心部、東武鉄道・太田駅の北東に位置する。南から西にかけて東本町、北は熊野町、東に東長岡町、南東に新島町と接する。面積は54.22ヘクタールである。

## 歴史

### 沿革
- 2001年（平成13年）10月1日 - 成立[9]。

### 成立の経緯
スバル町成立のきっかけは、2000年（平成12年）の新春懇談会の中で、太田市長・清水聖義が発案したことによる。市は基幹とする自動車産業の支援・PRや、市民と企業との間で一体感を醸成することを目的として検討を重ね、会社側もこの動きに呼応。翌2001年度の太田市町名等整理事業で、市は2001年度予算に450万円ほどを費用として計上し、太田市東本町から富士重工業株式会社（現・株式会社SUBARU）群馬製作所本工場の敷地をスバル町として分離。先例としては「ダイハツ町」（大阪府池田市）や「トヨタ町」（愛知県豊田市）がある。市内には他にもSUBARUの工場や社宅などがあるが、スバル町として設定されたのは本工場の敷地のみである。

## 交通

### 鉄道路線
町内に駅はない。東武鉄道・太田駅が最寄り、徒歩5分間。

### 道路
町域の外郭を国道・県道が走っている。
- 国道407号（東国文化歴史街道） - 西側
- 群馬県道2号前橋館林線（東国文化歴史街道、日光例幣使街道） - 南側
- 栃木県道・群馬県道128号佐野太田線 - 北側

SUBARU群馬製作所本工場の正門は南側の県道2号に面している。工場内は張り巡らされた道路が各棟を結んでおり、東側部分には長円のテストコースが設けられている。
町内に高速道路はない。最寄りのインターチェンジは北関東自動車道・太田桐生インターチェンジである。
かつて商店街として賑わいを見せていた本町通り（通称・スバル通り）は郊外に多くのロードサイド店舗が進出したことにより衰退、シャッター通りと化しており、活性化に向けてチャレンジショップなどの試みがなされている。

### 路線バス
町域外郭の道路が路線バスの運行ルートになっている。

## 施設

### SUBARU群馬製作所本工場
群馬製作所本工場は、群馬県太田市スバル町1-1にあるSUBARU自動車部門の工場である。個別郵便番号として373-8555が充てられている。敷地面積は63万5,000平方メートル（借用面積1万4,000平方メートル、外数）で、乗用車のレヴォーグやインプレッサ、XV、WRX、BRZ（トヨタ・86を含む）を生産している。従業員数は4,521人である（2022年6月時点）。
もともとはSUBARUの前身である航空機メーカー・中島飛行機の「太田工場」として、1934年（昭和9年）に建設された。同社が創業以来使用していた旧・太田工場（後の呑竜工場、現・SUBARU群馬製作所太田北工場、太田市金山町27-1）が手狭になったため、新築移転したものである。1934年2月20日、起工式を挙行。この場所は当時の新田郡太田町の東端にあたり、低地であったことから、新田金山および焼山から採掘した土砂で埋め立てを行った。同年11月には昭和天皇の行幸が予定されていたことから、それに間に合わせるため昼夜突貫工事を敢行、同年11月1日の竣工にこぎ着けた。そして11月16日、工場を訪問した昭和天皇は中島知久平ら役員と面会、陸軍軍用機組立工場を視察。中島飛行機の名を日本全国に広める出来事となった。

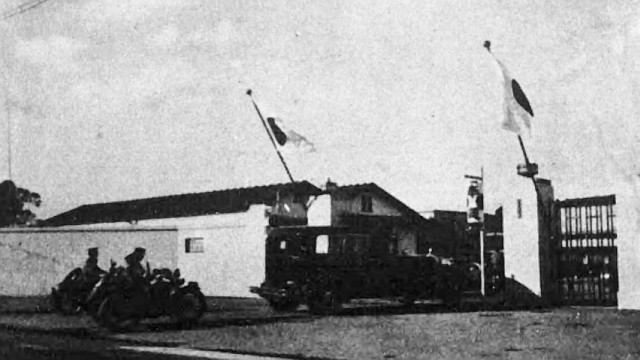
中島飛行機行幸（1934年）

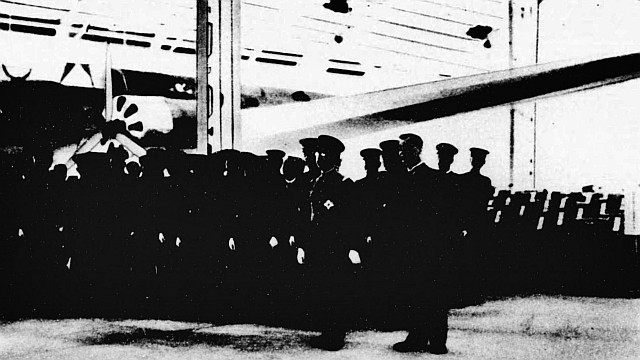
参考品天覧（1934年）

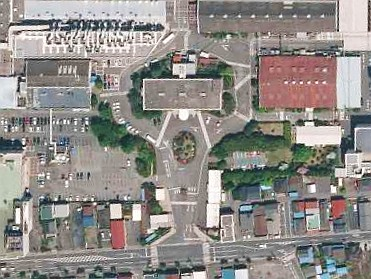
飛行機の形をした本館

当時の太田工場は太田本町通りに面した南側に間口30間（54メートル）の門を設け、その正面に「本館」を置き、その北側に十数棟の工場を並べていた。敷地面積7万5,000坪（24万7,500平方メートル、旧・太田工場の約5倍）、従業員数2,121人であった。現在もなお残る「本館」は456坪（1,504.8平方メートル）の土地に東西38間（68.4メートル）、南北12間（21.6メートル）、鉄筋コンクリート構造の3階建てで、1階は事務室および応接室、2階は重役室および武官室（陸軍・海軍駐在）、中央広間（玄関直上）、3階は製図室となっていた。上空から見下ろしたとき、ちょうど飛行機の形に見えるよう設計されている。
1937年（昭和12年）7月、太田工場は「太田製作所」と改称し、1938年（昭和13年）には工場の拡張が一段落した（敷地面積22万5,000坪 = 75万平方メートル、従業員数2万4,000人）。当初は陸・海両軍向けに軍用機を製作していたが、工場の拡張が限界を迎えたこと、製造現場の混乱を避けたいこともあり、「小泉工場」（現・パナソニック東京製作所、邑楽郡大泉町）を新設、1941年（昭和16年）までに海軍機製作工程の分離を完了した。
その後、戦局が悪化し1944年（昭和19年）にアメリカ軍による中島飛行機武蔵製作所への空襲が開始され、太田製作所もまた1945年（昭和20年）2月に4回の空襲にさらされた。工場の85パーセントが破壊され、死者101人、重傷者36人、軽傷者16人、飛行機324機が大破、201機が中または小破した。政府は同年3月2日、「航空機事業の国営に関する件」を閣議決定し、太田製作所を「第一軍需工廠」として国有化、同年4月1日に発足させた。しかし、材料や人手の不足、水道や交通、通信といったインフラの破壊により、工場の分散化や地下工場の建設、学徒勤労動員といった策を講じながらも大幅な減産を余儀なくされ、終戦から2日後の8月17日、軍需大臣から第一軍需工廠長官・中島喜代一宛てに終戦処理命令が通達された。接収された太田製作所には同年10月9日に950人が進駐し、「キャンプベンダー」と命名。本館の損傷が少ないのは、アメリカ軍が戦後の進駐先としての利用を見越し、意図的に爆撃目標から外していたためである。終戦までに太田製作所において製作された飛行機は下記の通り。
- 九一式戦闘機
- 九〇式艦上戦闘機
- 九〇式水上偵察機
- 九七式戦闘機
- 九七式一号艦上攻撃機
- 一式戦闘機「隼」
- 一〇〇式重爆撃機「呑竜」
- 二式戦闘機「鍾馗」
- 四式戦闘機「疾風」
- 特殊攻撃機「剣」

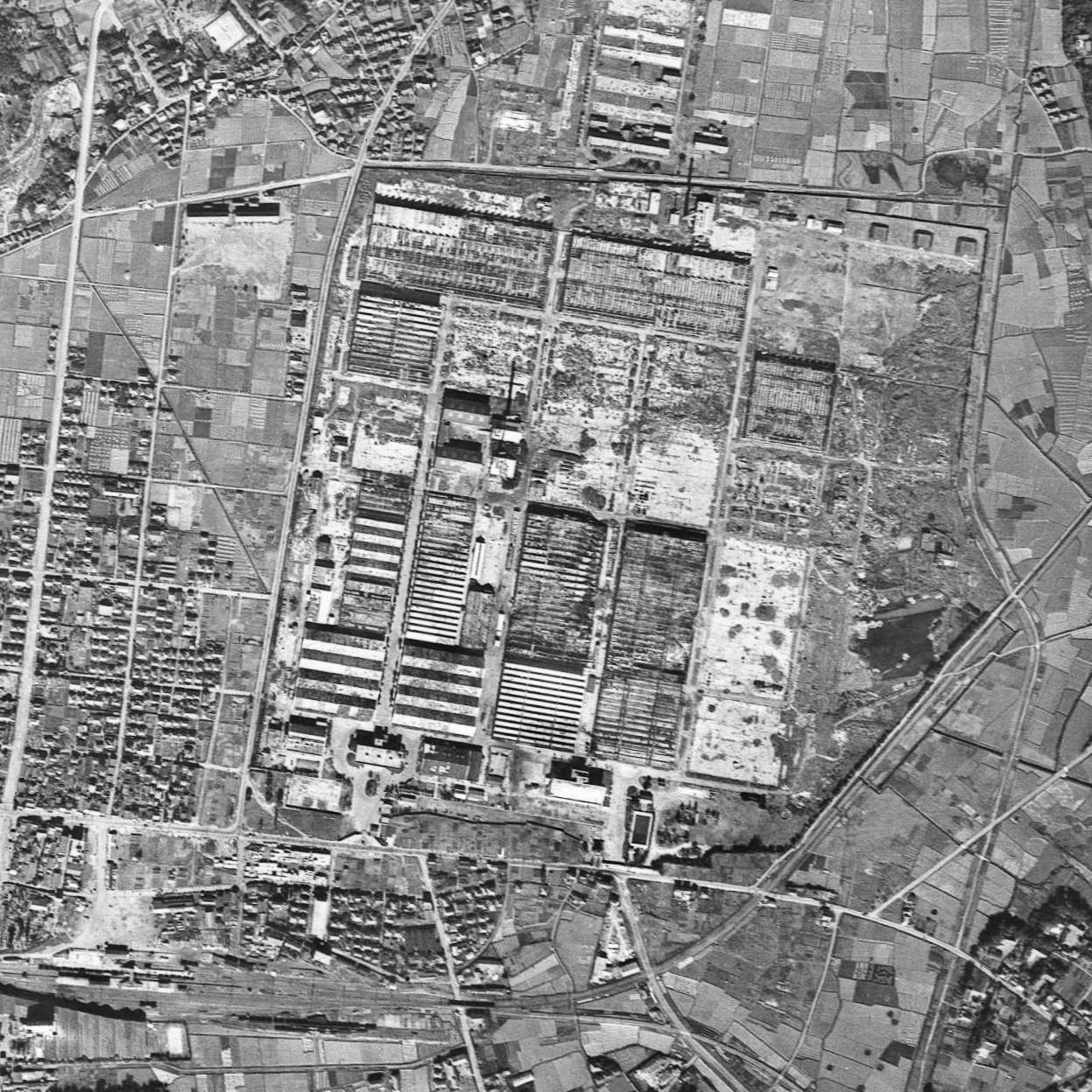
戦後のキャンプベンダー時代

解体された中島飛行機は富士産業→富士重工業として再出発し、「ラビットスクーター」や大衆車「スバル・360」といったヒット作を世に送り出した。1958年（昭和33年）7月、キャンプベンダー（元・中島飛行機太田製作所）が日本に返還され、市や県の支援のもと、1960年（昭和35年）8月に6億9,000万円で富士重工業に払い下げられた。富士重工業にとって、このタイミングでの工場の払い下げはスバル・360の量産体制を構築するにあたって絶好の機会であった。同年10月に完成した新工場はこのとき「群馬製作所本工場」と命名され、操業を開始した。1969年（昭和44年）には矢島工場（太田市庄屋町1-1）が、1983年（昭和58年）には大泉工場（元・中島飛行機太田飛行場、大泉町いずみ1-1-1）が操業を開始。本工場では軽自動車を生産していたが、2012年（平成24年）2月29日を以て終了し、矢島工場と同様に登録車生産へと転換。3月16日にはトヨタ自動車社長・豊田章男を招き、同社と共同開発したスポーツカー・BRZ（トヨタ・86）のラインオフ式を挙行した。

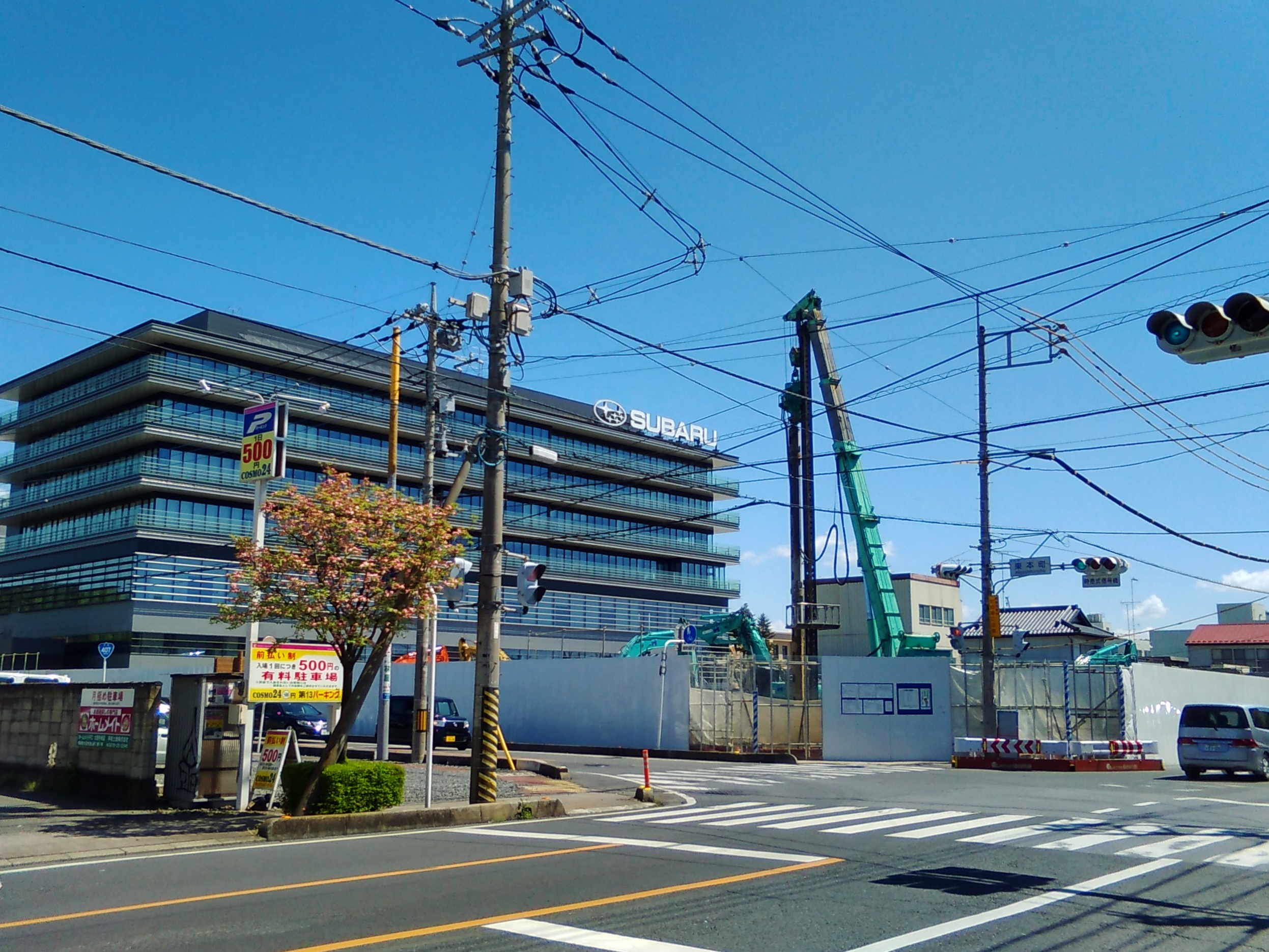
群馬製作所西本館建替え
西本館新館（左）完成後の旧館解体工事のようす（東本町交差点、2017年）

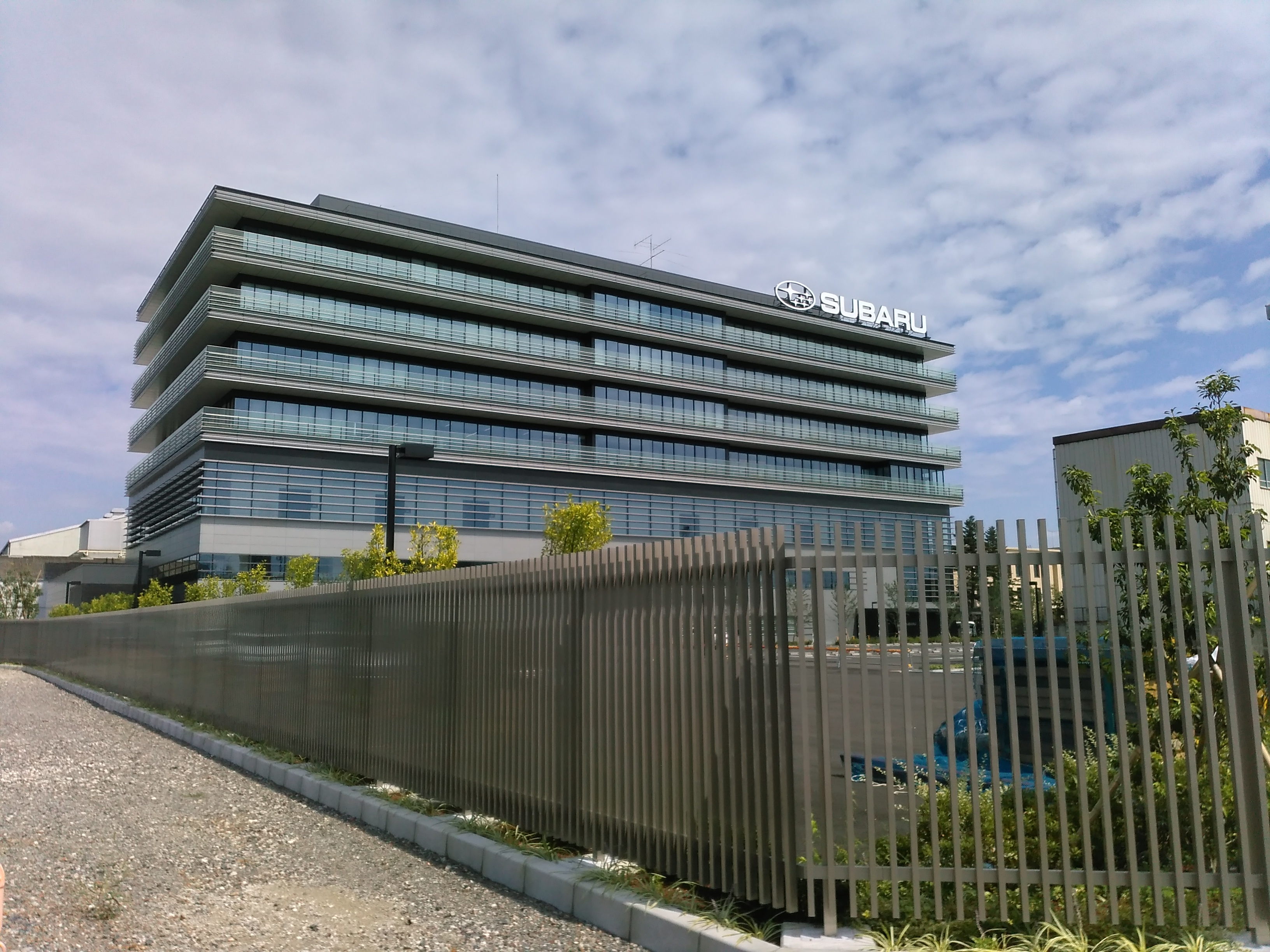
完成した西本館（2017年）

2001年度に市が実施した町名等整理事業では、本工場の敷地が「スバル町」として成立（前述）。当時ささやかれていた社名変更は、2017年（平成29年）4月1日付けで実施され、「株式会社SUBARU」となった。その翌日、4月2日には本工場で社名変更式典を挙行。社長・吉永泰之や群馬県知事・大澤正明、元スキー選手でスバル車オーナーの荻原次晴ら約400人が出席した。工場周辺の商店や住民からは今回の社名変更を歓迎するとともに、今後への期待の声が寄せられた一方、慣れ親しんだ「富士」の名が失われたことを寂しがる声も上がった。さらなる飛躍の矢先、同年10月以降に数々の不祥事が発覚。群馬製作所で行われてきた完成車検査における無資格検査や燃費・排ガス・ブレーキ検査のデータ書き換えといった不正行為が明らかになり、約53万台ものリコールへと発展した。このため工場での生産を一時減産し、検査工程の見直しや従業員教育の拡充など再発防止への取り組みに当たることとなった。その後も2019年（令和元年）秋の台風19号（令和元年東日本台風）や、新型コロナウイルス感染症の流行により生産停止が相次ぎ、太田市の法人税収に大きく影を落とした。
2020年（令和2年）6月、SUBARUは本工場敷地内にある研究開発施設の建て替えのほか、隣接する土地（約5万9000平方メートル）への走行試験場新設を発表した。

### スバル町を所在地とする企業
- スバルブルーム株式会社（スバル町1番1号、法人番号：3070001029228）[39] - 2014年（平成26年）、SUBARU（当時・富士重工業）の特例子会社として設立。障害者雇用によりSUBARUの工場や社員寮の清掃を手がける[40]。
- 富士プラント株式会社（ふじプラント、スバル町1番1号、法人番号：3070001020062）[41] - 物流運搬設備の製造、鉄骨工事などを手がける[42]。